# Arca (Oliveira de Frades)
Arca is een plaats (freguesia) in de Portugese gemeente Oliveira de Frades en telt 387 inwoners (2001).